# Abies sachalinensis
Abies sachalinensis o abeto de Sajalín es una especie de conífera perteneciente a la familia pináceas. Se encuentra en la isla de Sajalín y el sur del archipiélago de las Kuriles (Rusia), así como en el norte de Hokkaido (Japón). 

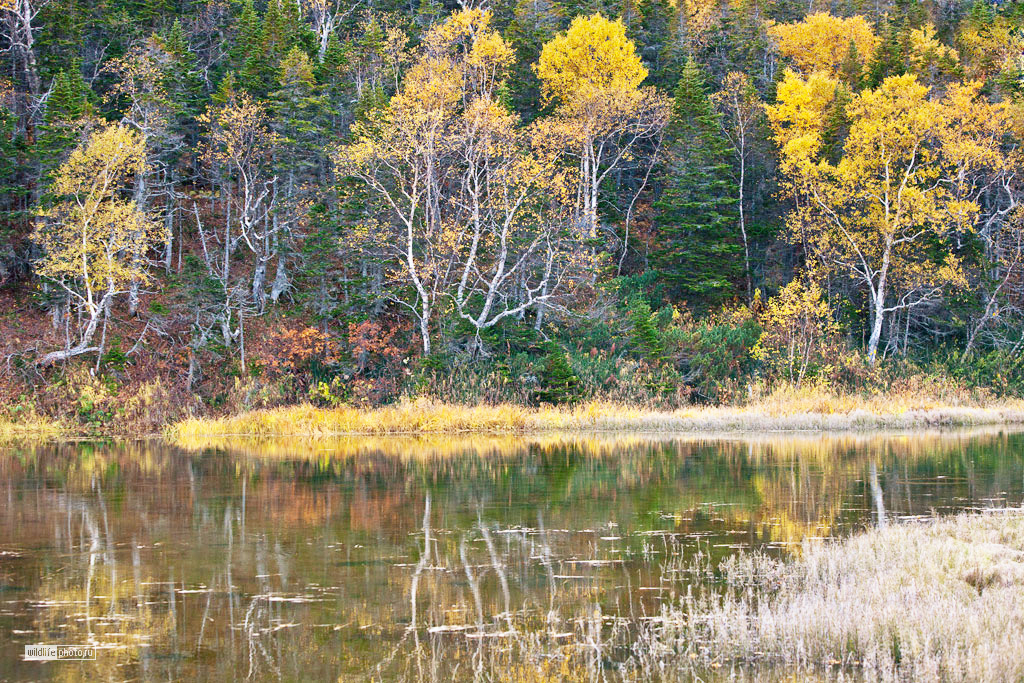
En su hábitat

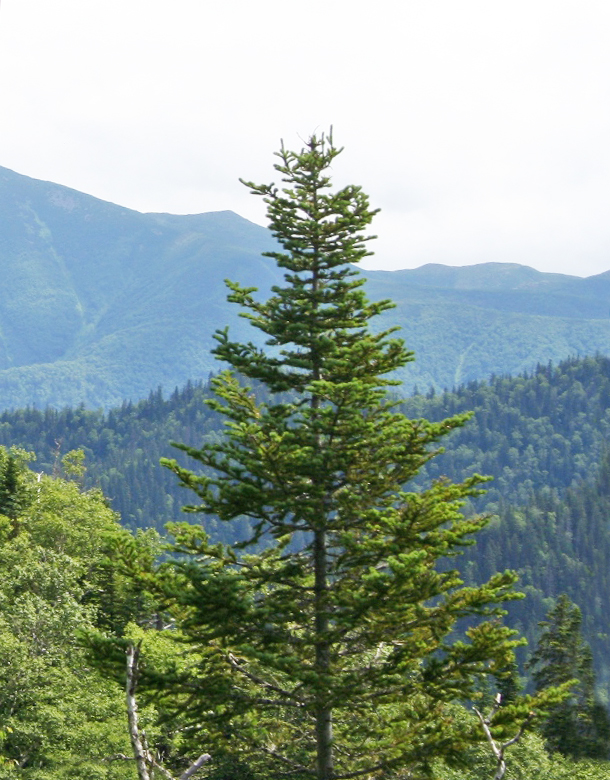
Vista del árbol

## Descripción
Es un árbol perenne con la corona piramidal que alcanza los 30 metros de altura. Tiene flores masculinas y femeninas. Las hojas son de color verde en forma de aguja de 3 cm de longitud y 2 mm de ancho. Tiene piñas cilíndricas de 5 cm de longitud.
Su primer "descubrimiento" por un europeo fue por Carl Friedrich Schmidt (1811 - 1890), botánico alemán en la isla rusa de Sajalín en 1866, pero no introdujo en Europa. La planta fue redescubierta por el coleccionista inglés, Charles Marie en 1877, cerca de Aomori en la principal isla japonesa de Honshu, que inicialmente pensó que se trataba de una variedad de Abies veitchii Lindl.

## Hábitat
Se encuentra distribuida entre Japón y Rusia. Crece en bosques húmedos de montaña, en la isla de Sajalín, a una altitud de 1600 m s. n. m.

## Taxonomía
Abies sachalinensis fue descrita por (F.Schmidt) Mast. y publicado en The Gardeners' Chronicle, new series 12: 588, f. 97. 1879.
Etimología
Abies: nombre genérico que viene del nombre latino de Abies alba.
sachalinensis: epíteto geográfico que alude a su localización en la isla de Sajalín.
Variedades
- Abies sachalinensis var. gracilis (Kom.) Farjon
- Abies sachalinensis var. mayriana Miyabe & Kudô
- Abies sachalinensis var. nemorensis Mayr
- Abies sachalinensis var. sachalinensis

Sinonimia
- Abies akatodo Miyabe ex Sarg.
- Abies homolepis var. tokunaiae Carrière
- Abies nephrolepis subsp. sachalinensis (F.Schmidt) Vorosch.
- Abies veitchii var. sachalinensis F.Schmidt
- Pinus sachalinensis (F.Schmidt) Voss

var. gracilis (Kom.) Farjon
- Abies gracilis Kom.
- Abies nephrolepis var. kamchatkensis Silba
- Abies sibirica var. gracilis (Kom.) Potschke

var. mayriana Miyabe & Kudô
- Abies mayriana (Miyabe & Kudô) Miyabe & Kudô

var. nemorensis Mayr
- Abies nemorensis (Mayr) Miyabe & Kudô
- Abies wilsonii Miyabe & Kudô
- Pinus sachalinensis var. nemorensis (Mayr) Voss[5][6]